# Портер, Тиффани
Тиффани Портер (англ. Tiffany Adaez Porter, в девичестве — Офили; род. 1987, Ипсиланти) — британская легкоатлетка, которая специализируется в беге на 100 метров с барьерами. Чемпионка Европы 2014 года, бронзовая призёрка чемпионата мира среди юниоров 2006 года. Серебряная призёрка чемпионата Европы 2011 года в помещении в беге на 60 метров с барьерами. Бронзовая призёрка чемпионата мира 2013 года с личным рекордом — 12,55. На Олимпиаде 2012 года смогла дойти до полуфинала.
Замужем за американским легкоатлетом Джеффри Портером. Её младшая сестра Синди Офили, также специализируется в беге на 100 метров с/б.

## Достижения на этапах Бриллиантовой лиги
- 2013:  Bislett Games – 12,76
- 2013:  Aviva British Grand Prix – 12,72
- 2013:  London Grand Prix – 12,76